# اما پیترز
اما کارین پیترز (انگلیسی: Emma Karin Peters ؛ زادهٔ ۱۰ فوریهٔ ۱۹۷۸) یک هنرپیشه اهل سوئد است. او بین سال‌های 2000 تا 2004 در Teaterhögskolan در استکهلم تحصیل کرد  او به عنوان بازیگر در تئاتر Backa، Östgötateatern، Uppsala stadsteater کار کرده و با دراماتن و Riksteatern تور برگزار کرده است.
اما کارین پیترز یکی از اعضای گروه کمدی گروتسکو است.
اما کارین پیترز در برنامه های تلویزیونی مانند Vita lögner, Krama mig, Boy Machine و Gustafsson 3 tr بازی کرده است.

## لینک های خارجی
پرونده‌های رسانه‌ای مربوط به Emma Peters در ویکی‌انبار 